# Gutenstein
Gutenstein osztrák mezőváros Alsó-Ausztria Bécsújhelyvidéki járásában. 2020 januárjában 1275 lakosa volt. 

## Elhelyezkedése

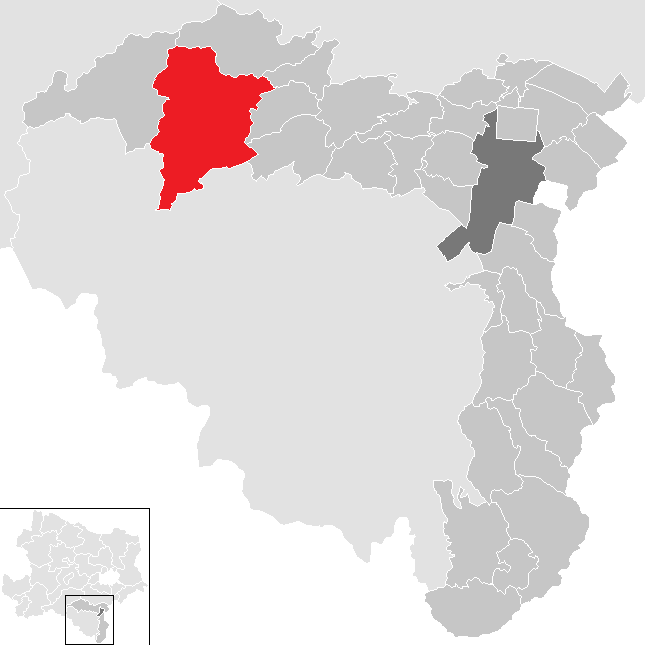
Gutenstein a Bécsújhelyvidéki járásban

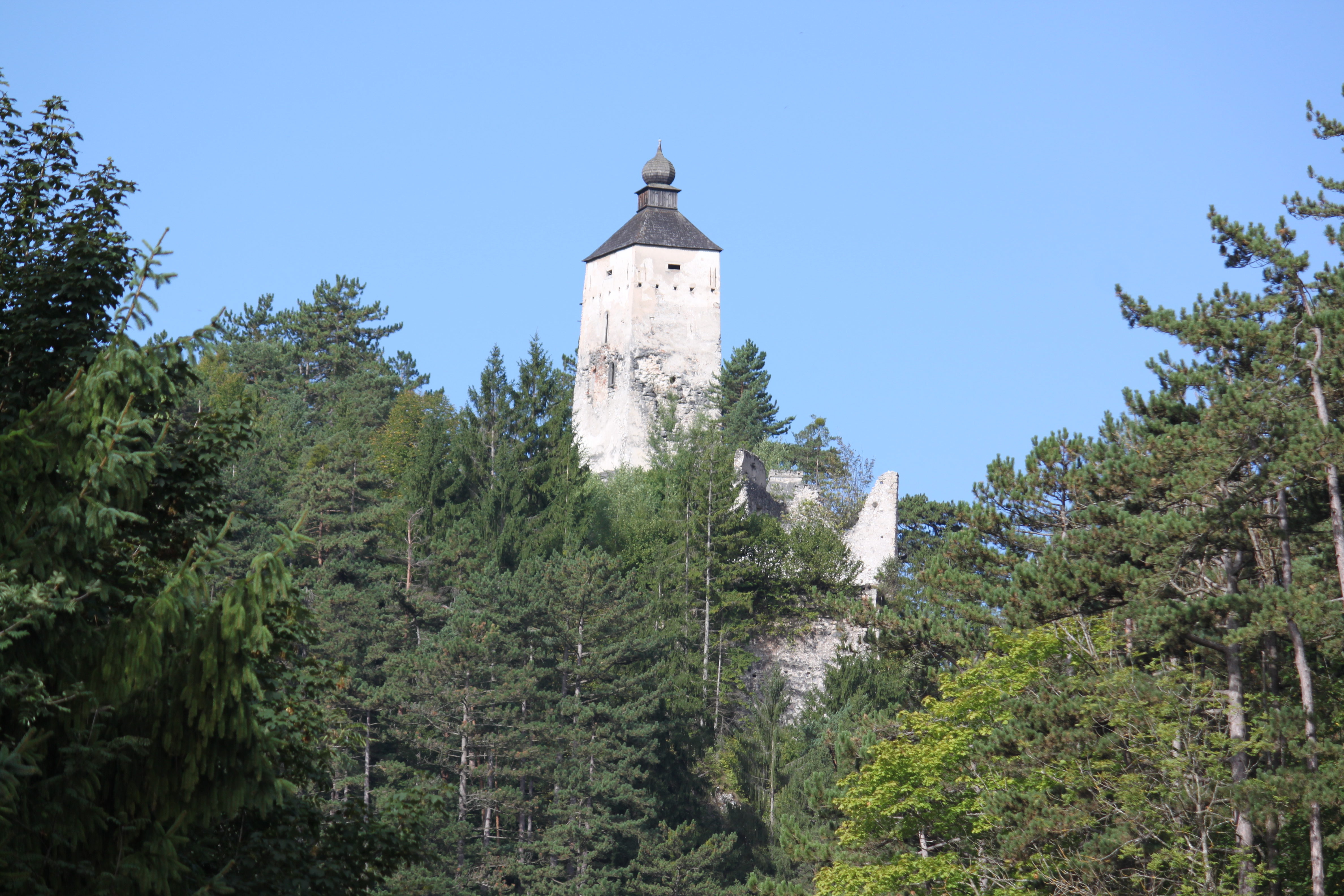
Gutenstein várának romjai

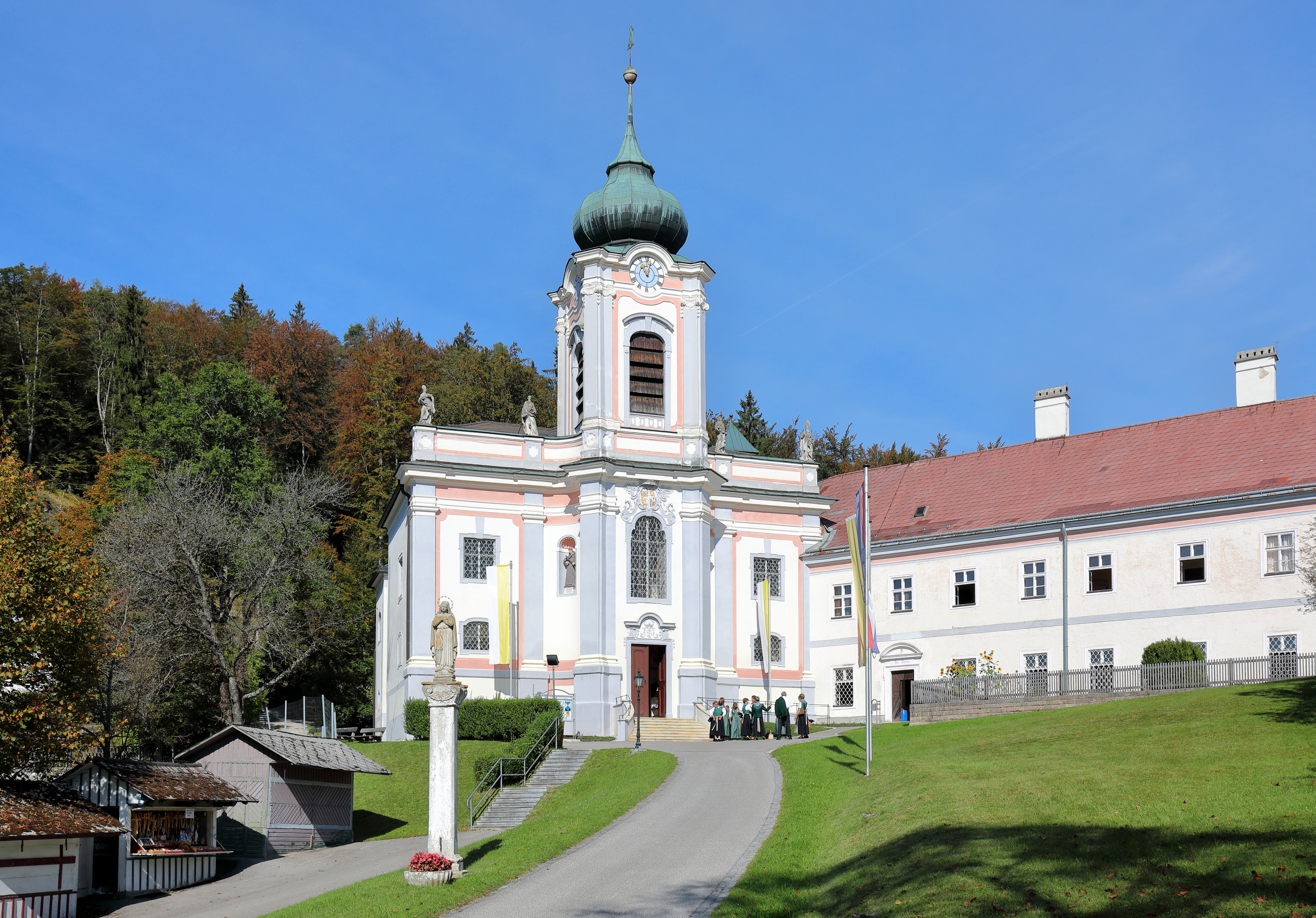
A mariahilfbergi kegytemplom és kolostor

Gutenstein a tartomány Industrieviertel régiójában fekszik a Gutensteini-Alpokban, a Piesting folyó völgyében. Területének 92%-a erdő, 5% áll mezőgazdasági művelés alatt. Az önkormányzat 8 településrészt és falut egyesít: Gutenstein (343 lakos 2020-ban), Hintergschaid (6), Klostertal (148), Längapiesting (117), Steinapiesting (61), Urgersbach (1), Vorderbruck (589) és Zellenbach (10).
A környező önkormányzatok: nyugatra Rohr im Gebirge, északkeletre Muggendorf és Pernitz, keletre Waidmannsfeld és Miesenbach, délkeletre Puchberg am Schneeberg, délnyugatra Schwarzau im Gebirge. 

## Története
Gutenstein várát a 12. század végén építették, első írásos említése 1220-ból származik. A tövében meghúzódó település sokáig jelentéktelennek számított, de 1321-ben Szép Frigyes, akinek a vár egyik kedvenc lakhelye volt, mezővárosi jogokat adományozott neki. 
A várat és a mezővárost 1487-ben Mátyás magyar király megszállta; 1490-es halála után ismét a Habsburgok vették birtokukba. Az 1529-es és 1532-es török hadjáratokat viszonylag sértetlenül vészelte át. 1576-ban a Habsburgok eladták a Hoyos családnak, majd 1628-ban II. Ferdinánd császár a birtokot grófsági rangra emelte. 1661-ben a mezőváros akkori bírája, Sebastian Schlager hétszer ismétlődő álma alapján megfestette a Szűz Mária képét és kiszögezte egy fára a Mariahilfbergen. Hamarosan elterjedt a híre a kép csodatevő voltának és 1679-ben egy kolostor építését kezdték meg a hegyen, 1688-ban pedig számos zarándokot csábító kegytemplom épült. A templom 1727-ben leégett, de újjáépítették. 1671-ben a Hoyos család kastélyt emeltetett Gutensteinben. 
A költő Ferdinand Raimund 1825-től kezdve gyakori vendége volt a mezővárosnak; 1836-os halála után itt temették el. Az 1848-as forradalmat követően felszámolták a feudális birtokokat és megalakultak az önkormányzatok. 1877-ben elkészült a Gutensteinerbahn vasútvonala a Piesting völgyében, amely lehetővé tette számos iparvállalat (kohászüzem, fűrészüzemek) alapítását. A hegyek között fekvő városka emellett a turisták körében is népszerűvé vált. 
A második világháború végén Gutenstein egy rövid időre a frontzónába került, majd 1955-ig szovjet megszállás alá került. 

## Lakosság
A gutensteini önkormányzat területén 2020 januárjában 1275 fő élt. A lakosságszám 1951 óta csökkenő tendenciát mutat. 2018-ban az ittlakók 92,1%-a volt osztrák állampolgár; a külföldiek közül 1% a régi (2004 előtti), 4% az új EU-tagállamokból érkezett. 1,2% a volt Jugoszlávia (Szlovénia és Horvátország nélkül) vagy Törökország, 1,7% egyéb országok polgára volt. 2001-ben a lakosok 80,6%-a római katolikusnak, 3,7% evangélikusnak, 2,2% ortodoxnak, 3,8% mohamedánnak, 7,9% pedig felekezeten kívülinek vallotta magát. Ugyanekkor 3 magyar élt a mezővárosban; a legnagyobb nemzetiségi csoportokat a német (92%) mellett a szerbek (2,2%) és a törökök (2,1%) alkották. 
A népesség változása:

| 2017 | 1 317 |
| 2018 | 1 268 |

## Látnivalók
- Gutenstein várának romjai
- a Hoyos-kastély

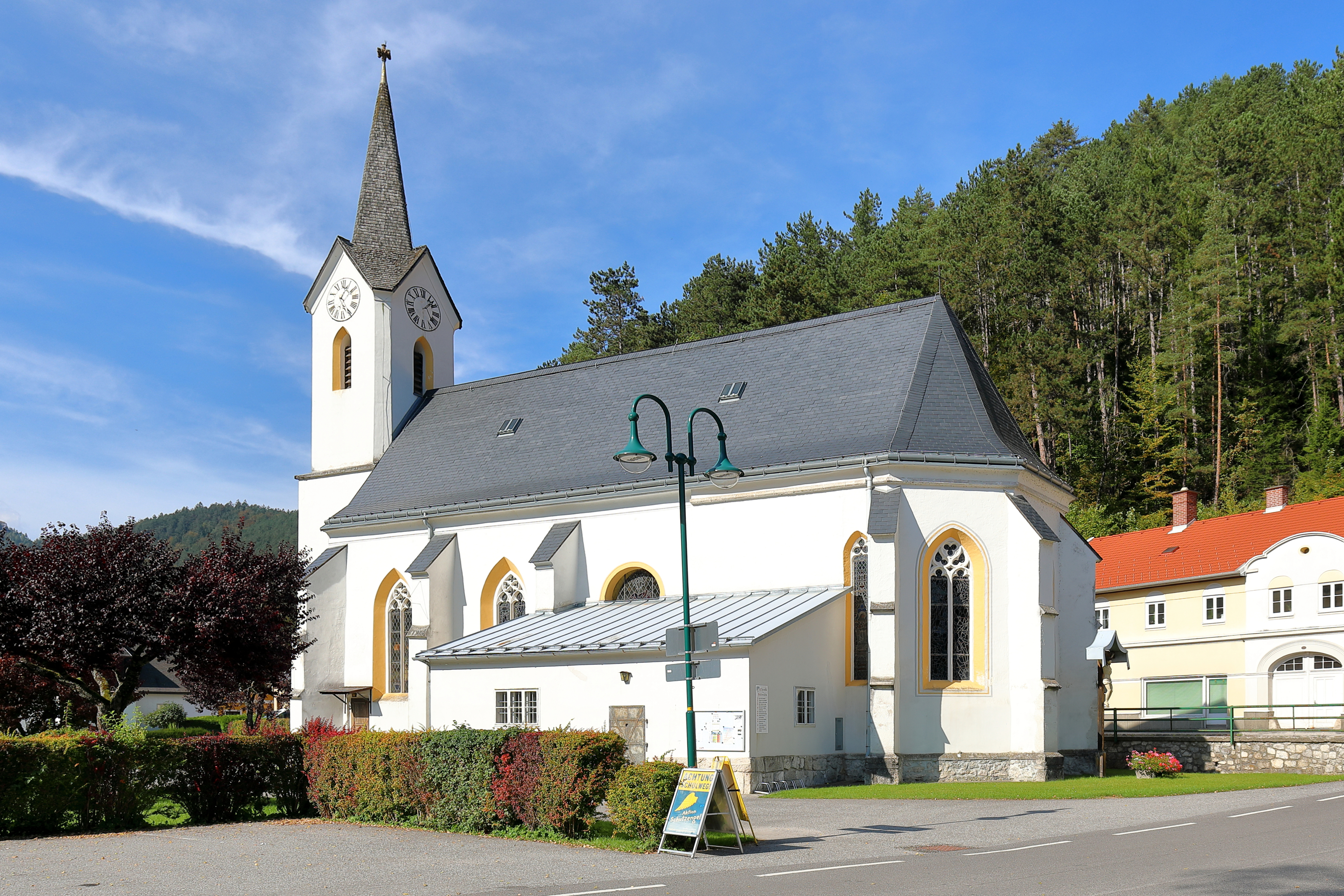
A Keresztelő Szt. János-plébániatemplom

- a mariahilfbergi kegytemplom és szervita kolostor
- a Keresztelő Szt. János-plébániatemplom
- az erdészeti múzeum
- a tűzoltómúzeum
- a Raimundspiele ünnepi játékok színművészeti fesztivál

## Testvértelepülések
- Sigmaringen Gutenstein városrésze (Németország)

## Fordítás
- Ez a szócikk részben vagy egészben  a   Gutenstein (Niederösterreich) című német Wikipédia-szócikk ezen változatának fordításán alapul.  Az eredeti cikk szerkesztőit annak laptörténete sorolja fel. Ez a jelzés csupán a megfogalmazás eredetét és a szerzői jogokat jelzi, nem szolgál a cikkben szereplő információk forrásmegjelöléseként.